# Vaclav Vorovskij
Vaclav Vaclavovič Vorovskij, in russo  Вацлав Вацлавович Воровский? (Mosca, 27 ottobre 1871, 15 ottobre del calendario giuliano – Losanna, 10 maggio 1923), è stato un rivoluzionario, giornalista, diplomatico e critico letterario russo, poi sovietico. Fu vittima di un assassinio politico in Svizzera, dove era stato inviato dal governo sovietico come suo rappresentante alla Conferenza di Losanna.

## Biografia
Vorovskij nacque il 27 ottobre 1871 a Mosca, figlio di un nobile polacco russificato e ingegnere. Il padre morì quando lui aveva un anno, e fu cresciuto dalla madre. Dopo aver completato la scuola secondaria, nel 1890, si iscrisse all'Università di Mosca, dove fu esposto alle idee del radicalismo politico. 
Nel 1894, Vorovskij iniziò a partecipare al movimento socialista, entrando in contatto con circoli operai a Mosca. Fu arrestato dalla polizia segreta zarista nel 1897, detenuto per due anni nella prigione di Taganka e poi esiliato nel 1899 nella città di Orlov. Dopo il rilascio, adottò il nuovo pseudonimo clandestino "P. Orlovskij" in omaggio a questa esperienza. Durante la sua carriera clandestina, utilizzò anche gli pseudonimi "Ju. Adamovič", "M. Schwarz", "Josephine", "Feliks Alekandrovič" e il Fauno. 
Emigrò in Europa occidentale nel 1902, trascorrendo del tempo in Italia, Germania e Svizzera. Agì come agente per il giornale Iskra, fondato all'estero da Vladimir Lenin. Dal 1903, fu il collegamento tra la fazione bolscevica del Partito Operaio Socialdemocratico Russo e i socialisti polacchi. Nel 1904, si stabilì a Odessa, in Ucraina, ma emigrò nuovamente nell'agosto 1904 per aiutare a lanciare la prima pubblicazione esclusivamente bolscevica, Vperëd ("Avanti"), di cui fu redattore. 
Durante la fallita Rivoluzione Russa del 1905, Vorovskij tornò in Russia, lavorando attivamente come rivoluzionario a San Pietroburgo. Dopo la sconfitta dell'insurrezione del 1905, si trasferì a Odessa, dove fu un leader bolscevico clandestino dal 1907 al 1912. Nel 1912, fu nuovamente arrestato e deportato nella provincia di Vologda, in Russia. Nel 1915, si trasferì a Stoccolma, dove lavorò come ingegnere per la società svedese Lux e per Siemens-Schuckert.
Nel 1917, dopo la Rivoluzione di Febbraio in Russia, Vorovskij fu nominato membro dell'Ufficio bolscevico di Stoccolma insieme a Karl Radek e Jakub Hanecki. Fu il primo direttore di Gosizdat, la Casa Editrice Statale, dalla sua fondazione nel 1919 fino al 1921. 
Dopo la vittoria della Rivoluzione Bolscevica nel novembre 1917, Vorovskij fu nominato rappresentante diplomatico del governo sovietico in Scandinavia, con base a Stoccolma. Lì, fu il punto di contatto tra il nuovo governo bolscevico e i rappresentanti del governo tedesco, essendo introdotto da Parvus ai membri del Partito Socialdemocratico di Germania, tra cui Philipp Scheidemann, nel novembre e dicembre 1917. 
Nel dicembre 1918, la Svezia, rispondendo alle pressioni delle potenze alleate intenzionate a imporre un blocco ininterrotto, ritirò il riconoscimento ufficiale di Vorovskij come rappresentante della Russia sovietica. Questa azione costrinse Vorovskij a tornare in Russia il mese successivo. Tale decisione seguì le azioni della Gran Bretagna, che espulse Maksim Litvinov nel settembre 1918, e della Germania, che espulse Adol'f Ioffe nel novembre dello stesso anno. 
Nel marzo 1919, Vorovskij fece parte della delegazione sovietica al Congresso fondativo dell'Internazionale Comunista. Fu nominato rappresentante del Partito Comunista Russo nel Comitato Esecutivo del Comintern e servì come uno dei segretari dell'organizzazione, insieme ad Angelica Balabanova. Grigorij Zinov'ev fu nominato presidente dell'organizzazione. 
Nel luglio 1920, Vorovskij riprese il lavoro come diplomatico sovietico, partecipando ai negoziati diplomatici con la Polonia. Dal 1921 al 1923, fu incaricato d'affari sovietico a Roma, dove poco dopo l'arrivo fu aggredito da uno studente nazionalista mentre cenava con moglie e figlia in un ristorante. Nella disputa tra il Comintern ed il vertice del Partito comunista d'Italia sugli Arditi del popolo, Vorovskij prese posizione contro la tesi di Amedeo Bordiga secondo cui la loro «comparsa improvvisa, così come tutta la loro ulteriore sorte, è avvolta in una nebbia sospetta».  
Fu coinvolto nei tentativi di negoziazione di un accordo commerciale tra Italia ed Unione sovietica, con un patto preliminare firmato nel dicembre 1921. Tuttavia, questo successo fu di breve durata, poiché i negoziati per estendere il trattato di sei mesi fallirono nel maggio 1922.  
Vorovskij fece poi parte della delegazione sovietica alla Conferenza di Rapallo del 1922, guidata dal Ministro degli Esteri sovietico Georgij Čičerin. 

### Assassinio
L'ultima missione diplomatica di Vorovskij avvenne nella primavera del 1923, quando servì come rappresentante sovietico alla Conferenza di Losanna. Accompagnato da due addetti diplomatici, arrivò a Losanna da Roma il 27 aprile, sperando così di indurre i partecipanti ufficiali della conferenza a riconoscere gli interessi sovietici negli Stretti del Mar Nero. 
Il 9 maggio 1923 Vorovskij inviò il suo ultimo rapporto a Mosca, notando che tre giorni prima un gruppo di giovani di destra si era presentato al suo hotel cercando un incontro. Vorovskij scrisse:
"Ho rifiutato di riceverli, e il compagno Ahrens, che è uscito per scoprire di cosa si trattava, li ha congedati immediatamente, dicendo loro che avrebbero dovuto presentare tali questioni al loro governo. Ora stanno girando per la città dichiarando che ci costringeranno a lasciare la Svizzera con la forza, e così via.
Per quanto riguarda la richiesta se la polizia stia prendendo misure per la nostra sicurezza, non ne abbiamo idea. In ogni caso, non è evidente in superficie. È fin troppo evidente che dietro questi ragazzi teppisti c'è una mano consapevole che dirige – possibilmente straniera. Il governo svizzero, ben consapevole di ciò che sta accadendo – poiché i giornali ne sono pieni – deve assumersi la responsabilità per la nostra sicurezza. Il comportamento del governo svizzero è una vergognosa violazione delle garanzie date all'inizio della conferenza, e qualsiasi attacco contro di noi in questo paese particolarmente ben organizzato è possibile solo con la conoscenza e il permesso delle autorità. Su di loro ricade la responsabilità."
La sera del 10 maggio 1923, mentre Vorovskij era seduto a un tavolo da pranzo nel ristorante del suo hotel con i suoi colleghi, il gruppo fu avvicinato da un individuo sconosciuto. L'uomo, un emigrato bianco russo di nome Maurice Conradi, estrasse una pistola e sparò a Vorovskij, uccidendolo e ferendo i suoi due compagni, Ivan Arens e Maksim Divil'kovskij. Conradi fu difeso dall'avvocato Théodore Aubert e successivamente assolto dal tribunale svizzero nell'epilogo di quella che sarebbe diventata nota come l'affaire Conradi. 
Vorovskij aveva 51 anni al momento della sua morte. È sepolto nella fossa comune n. 7 della Necropoli delle mura del Cremlino, sulla Piazza Rossa di Mosca.